# Föreningen för kvinnans politiska rösträtt i Uddevalla

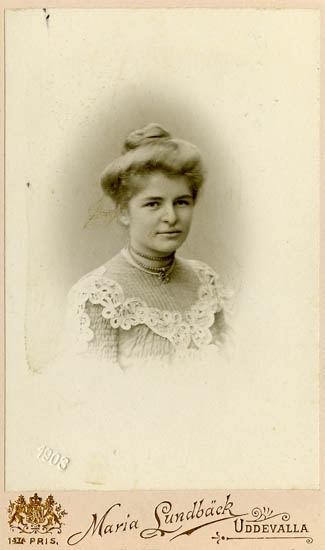
Valborg "Vally" Thorburn

Föreningen för kvinnans politiska rösträtt i Uddevalla, även kallad Uddevallaföreningen för kvinnans politiska rösträtt, var Uddevallas lokalförening inom Landsföreningen för kvinnans politiska rösträtt (LKPR), bildad 1905. Föreningen var verksam lokalt i Uddevalla och arbetade för införandet av kvinnors rösträtt i Sverige.

## Historik
Bland aktiviteterna fanns föredrag, samkväm, insamling av medel och förhandlingar om samarbete med andra organisationer. 
Bland dess framträdande medlemmar utöver ordförandena fanns Karin Sommar Elmér, Josefina Amalia Albiten, Augusta Matilda Johansson, Elida Diurson, Ellen Ammelin, Ingeborg Lychou och Pauline Olsson.
Gertrud Zachau från Uddevallas förening deltog tillsammans med Gerda Planting-Gyllenbåga och Augusta Tonning deltog vid överlämnandet av namnlistor till stöd för kvinnors rösträtt till Oscar II och statsminister Arvid Lindman i Stockholm 1905, vilket var en framgång för Uddevalla. Styrelsen i Uddevalla hade samlat in 105 underskrifter, medan andra städer i Sverige hade samlat mellan fem och tio.
Föreningen upphörde när kvinnors rösträtt fått stöd av riksdagen 1919.

## Ordförande
- Gertrud Zachau, 1905–1912
- Maria Jacobsson, 1912–1915
- Valborg Thorburn, 1915–1919